# پرورش پرندگان

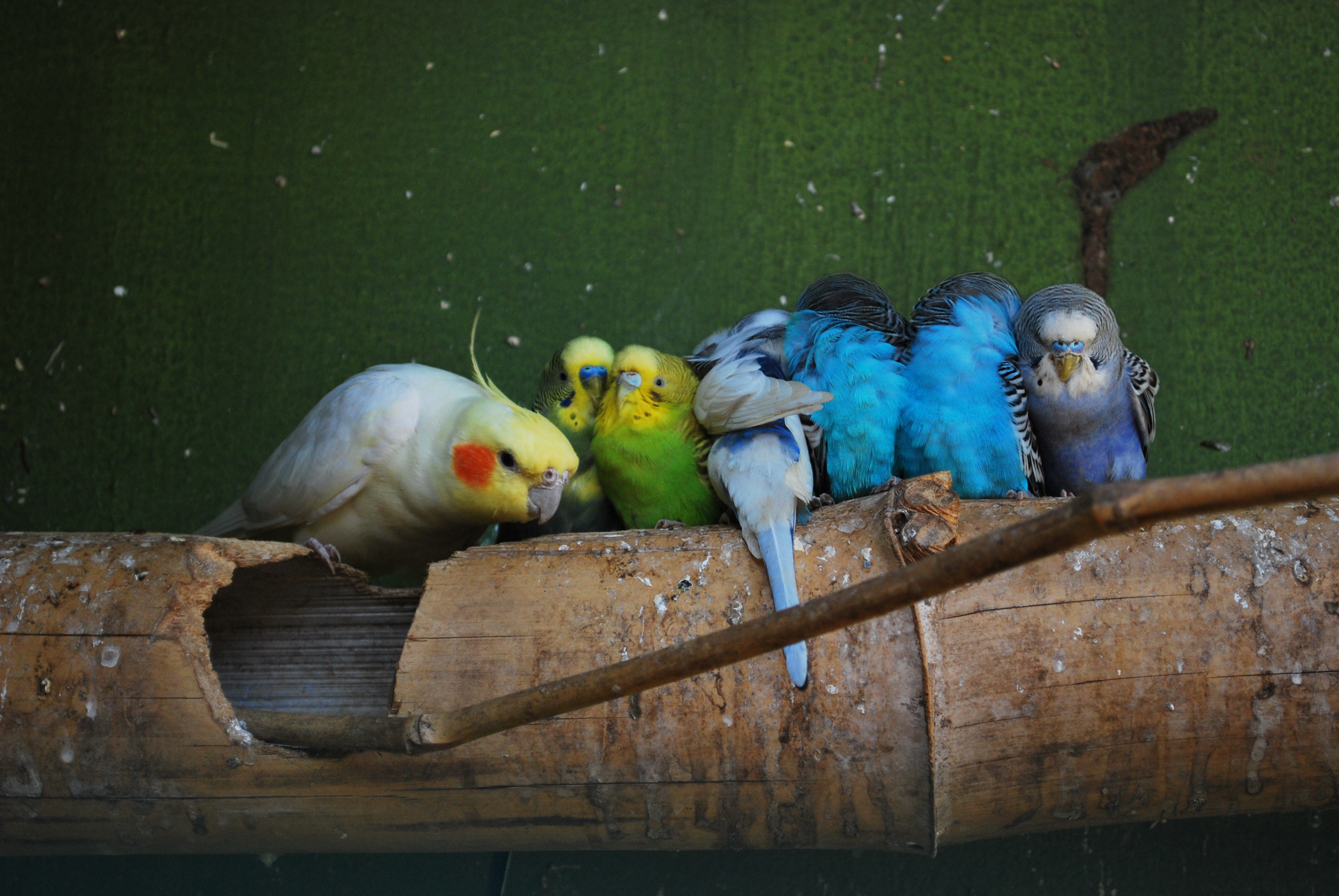
مرغ عشق و عروس هلندی در اسارت

پرورش پرندگان (به انگلیسی: Aviculture) عمل نگهداری و پرورش پرندگان، به ویژه از پرندگان وحشی در اسارت است. پرورش پرندگان به‌طور کلی نه تنها بر پرورش و پرورش پرندگان، بلکه بر حفظ زیستگاه پرندگان و کمپین‌های آگاه‌سازی همگانی نیز متمرکز است.

## انواع
دلایل مختلفی وجود دارد که باعث می‌شود مردم به پرورش پرندگان مشغول شوند. برخی افراد برای حفظ یک گونه پرندگان را پرورش می‌دهند. برخی از مردم طوطی را به عنوان پرنده همراه پرورش می‌دهند و برخی نیز برای کسب سود، پرندگان را پرورش می‌دهند.

### پرورش پرندگان
پرنده‌پروری روش نگهداری پرندگان (رده Aves) در اسارت با استفاده از شرایط کنترل شده، معمولاً در محدوده یک پرنده، برای سرگرمی، بازرگانی، پژوهش و اهداف حفاظتی است. برخی از دلایل پرورش پرندگان عبارتند از: پرورش پرندگان برای حفظ گونه، زیرا بسیاری از گونه‌های پرندگان به دلیل تخریب زیستگاه و بلاهای طبیعی در معرض خطر هستند. پرنده داری حفاظت را تشویق می‌کنند، در مورد گونه‌های پرندگان آموزش می‌دهند، پرندگان همراه را برای عموم فراهم می‌کنند، و شامل پژوهش دربارهٔ رفتار پرندگان نیز می‌شود.

## زیرشاخه‌ها

### پرورش قناری
از نام رایج قناری (مرتبط با Serinus canaria)، یک پرنده آوازخوان بومی جزایر قناری، مادیرا و آزور است. این پرنده از دهه ۱۴۷۰ تا به امروز به عنوان پرنده قفسی در اروپا نگهداری می‌شود و اکنون از طرفداران بین‌المللی برخوردار است. اصطلاح canariculture و canaricultura به ترتیب در زبان‌های فرانسوی، پرتغالی، اسپانیایی و ایتالیایی برای توصیف نگهداری و پرورش قناری برای مدتی استفاده می‌شود. پرورش‌دهندگان قناری انگلیسی زبان معمولاً از این اصطلاح استفاده می‌کنند.

### پرورش طوطی
این واژه از psittacinae (لاتین psittacinus، برای طوطی، از یونانی psittakos) گرفته شده‌است.
پرورش طوطی (Psittaculture) واژه‌ای است که از اوایل دهه ۱۹۷۰ در جامعه پرنده‌داری استفاده می‌شود تا به افرادی اشاره کند که در نگهداری، پرورش و حفاظت از گونه‌های طوطی‌ها، همچنین در حفظ زیستگاه طوطی‌ها و کمپین‌های آگاهی عمومی برای نجات طوطی‌های وحشی تخصص دارند. این یکی از شاخه‌های علم پرورش پرندگان است.